# 그물내피계통
해부학에서 그물내피계통(reticuloendothelial system, 약어로 RES. 망상내피계)이라는 용어는 오늘날 종종 단핵식세포계(mononuclear phagocyte system, MPS)와 연관되어 있으며 20세기 초 콜로이드 생명 얼룩(vital stain. 소위 살아있는 세포를 얼룩지게 하기 때문에) 혈액 순환으로 인해 발생한다. 이 용어는 오늘날에도 여전히 사용되지만, 그 의미는 수년에 걸쳐 바뀌었고 현재 문헌에서는 일관성 없이 사용된다. RES는 일반적으로 대식세포와 독점적으로 관련되어 있지만, 최근 연구에 따르면 정맥 내 투여된 필수 염색을 축적하는 세포는 대식세포가 아닌 청소부 내피 세포(scavenger endothelial cell, SEC)라고 불리는 고도로 전문화된 세포 그룹에 속한다는 사실이 밝혀졌다.

## 같이 보기
- 살균제
- 단핵성 식세포계